# Augustos Zerlendis
Augustos Zerlendis (griechisch Αύγουστος Ζερλέντης Avgoustos Zerlendis, auch Avgoustos Zerlentis und Zerlendi; * 5. November 1886 in Alexandria, Khedivat Ägypten; † 1954) war ein griechischer Tennisspieler der 1920er-Jahre.

## Familie und frühe Jahre
Zerlendis Familie stammt von der griechischen Insel Chios, er selbst wurde aber 1886 in Alexandria, Ägypten, geboren, wo die Familie vor der Geburt hingezogen war. Seine Eltern waren George Zerlendi und Leonora Eleni Agelasto. Mit 19 Jahren spielte er 1905 das erste Mal Tennis. Erste kleine Turniere spielte er vor dem Ersten Weltkrieg in Europa. Im Krieg dient er für das British Red Cross und den Malteserorden innerhalb der Streitkräfte des Vereinigten Königreichs.

## Karriere
Während seiner ersten Tennisturniere vor dem Krieg lernte Zerlendis Richard Norris Williams, einen US-amerikanischen Tennisspieler kennen, dessen Spielstil ihn beeinflusste. 1914 gewann er die ägyptischen Meisterschaften, einen Titel, den er auch 1928, 1929 und 1931 gewinnen konnte; hinzu kamen 1928 und 1929 Titel im Doppel und 1928 ein Titel im Mixed-Doppel. Er nahm 1920 an den Olympischen Spielen in Antwerpen teil, schied jedoch bereits in seinem ersten Spiel gegen Gordon Lowe aus, dem er in einem engen Fünfsatzmatch aber gut Paroli bot. Das Match wurde mit insgesamt 76 Spielen zum längsten Match der Olympiageschichte. Bei drei weiteren Gelegenheiten verlor er auch jeweils gegen Lowe, so oft wie gegen keinen anderen Spieler. Bei den Olympischen Spielen vier Jahre später in Paris erreichte er im Einzel die dritte Runde, in der er dem Italiener Umberto De Morpurgo in drei Sätzen unterlag. Im Doppelwettbewerb konnte er an der Seite von Pantelis Papadopoulos ebenfalls in die dritte Runde vorstoßen. 1923 war Zerlendis dem Athens Lawn Tennis Club beigetreten.
Zerlendis trat von 1920 bis 1929 mehrfach bei den Wimbledon Championships an. 1920 erzielte er dort mit dem Erreichen des Achtelfinals im Einzel sein bestes Resultat. Im Doppel und Mixed-Doppel gelang ihm je einmal der Einzug in die zweite Runde. Bei drei Teilnahmen an den French Open kam er zweimal in die zweite Runde. Er vertrat daneben von 1927 bis 1931 die griechische Davis-Cup-Mannschaft und konnte von 18 Spielen neun für sich entscheiden. Zu seinen elf Titeln, die er in seiner Karriere gewann, gehörte auch ein griechischer Meistertitel im Jahr 1928. Sein letztes Turnier spielte er 1937 in Kairo.

## Spielstil
Bill Tilden schrieb 1921 in seinem Buch über Zelendis:

„Tennis in Greece. No! not in ancient times but in modern, for that little country has a remarkable little baseline star, by name A. Zerlendi. This man is a baseliner of the most pronounced type. He gets everything he can put his racquet to. He reminds me irresistibly of Mavrogordato, seemingly reaching nothing yet they all come back. I cannot adequately analyse his game because his first principle is to put back the ball no matter how, and this he carries into excellent effect. Zerlendi is a match winner first and a stylist second.“

„Tennis in Griechenland. NEIN! nicht in der Antike, sondern in der Neuzeit, denn dieses kleine Land hat einen bemerkenswerten kleinen Grundlinien-Star namens A. Zerlendi. Dieser Mann ist ein Grundlinienspieler der ausgeprägtesten Art. Er bekommt alles, was er mit seinem Schläger erreichen kann. Er erinnert mich unwiderstehlich an Mavrogordato, der scheinbar nichts erreicht und doch alle zurückbringt. Ich kann sein Spiel nicht angemessen analysieren, weil sein oberstes Prinzip darin besteht, den Ball zurückzuschlagen, egal wie, und das setzt er hervorragend um. Zerlendi ist in erster Linie ein Matchwinner und in zweiter Linie ein Stylist.“